# Ramón Ruiz Amado

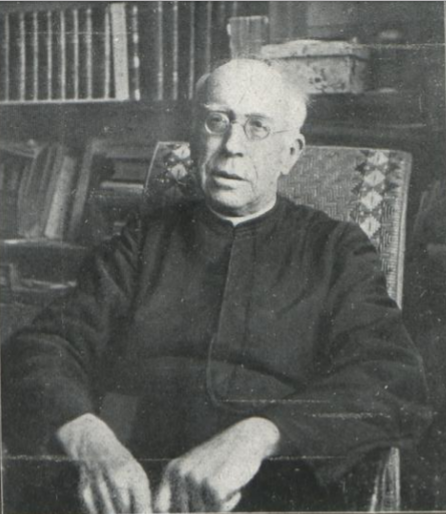
Padre Ramón Ruiz Amado

Ramón Ruiz Amado (Castellón de Ampurias, 1861 - Barcelona, 1934) fue un sacerdote y pedagogo español, doctor en Derecho y miembro de la Compañía de Jesús.
Influenciado por la escuela herbartiana, combatió la educación para la libertad defendiendo la educación para la obediencia a fin de reforzar la libertad moral. Su producción bibliográfica, en la línea del pensamiento conservador, es muy amplia. Algunas veces empleó el seudónimo Raimundo Carbonel.
Ramón Ruiz Amado era tío del poeta Carles Fages de Climent, también muy vinculado a Castellón de Ampurias.

## Biografía
Estudió en Alemania en cuya Universidad se licenció en Derecho, ejerciendo de abogado hasta el año 1884, en que recibió la investidura de Doctor, en Holanda  e ingresó en la Compañía de Jesús. En 1894 se licenció en la Facultad de Filosofía y Letras.
Como muchos jesuitas, el P. Ruiz Amado ejerció durante varios años el ministerio de la enseñanza, más tarde el de la predicación. Viajó por Europa y América, estudiando los métodos de enseñanza, para completar sus estudios sobre pedagogía, en la cual se destacó.
A partir de 1901 empieza su intensa vida de escritor. Fundó la revista La Educación Hispano-Americana, colaboró en Razón y Fe, y The Catholic Encyclopedia le pidió la redacción de varios artículos pedagógicos de historiografía pedagógica.
Con el seudónimo de «Raimundo Carbonel», el Padre Ruiz combatió de un modo lógico y documentado las reformas en la enseñanza del Estado, cuando lesionaban los intereses de la pedagogía racional los de la religión. Fueron muy conocidos sus folletos La Ley de Asociaciones y La leyenda del Estado enseñante, contra la famosa Ley de Asociaciones de Canalejas que pretendía acabar con la enseñanza congregacionista.
Obras de gran éxito fueron La educación moral (1908) y La educación intelectual (1909), que con la Enciclopedia manual de Pedagogía y ciencias auxiliares (1924) forman el cuerpo de doctrina del Padre Ruiz como pedagogo.
La Historia interna documentada de la Compañía de Jesús (1914) y otros libros de reivindicación histórica de los jesuitas ponen de manifiesto la fuerte envergadura del P. Ruiz como polemista.
En su obra de traductor destacan los doce primeros tomos de la Historia de los Papas, durante la época del Renacimiento, de Ludovico Pastor (1910-1911), luego continuada por el Prof. José Montserrat y Manuel Almarcha; la Historia Eclesiástica, de Funk (1908) y la Historia de Weis.
En su actividad apologista, destacaron los libros del Padre Ruiz Los peligros de la fe (1905) y la Ascética Ignaciana (1915). Dejó escrita también una colección de Estudios Literarios, en los cuales figura uno sobre el poeta Mosén Jacinto Verdaguer.
Durante sus últimos años, el Padre Ruíz vivió consagrado las publicaciones de la Librería Religiosa de Barcelona, de la cual era director consiliario. La fundación de Antonio Claret y del Obispo Caixal encontró en el P. Ruíz un entusiasta continuador del apostolado católico por medio del libro.

## Obras (selección)
- La Educación Moral
- La Educación Intelectual
- La Educación Religiosa
- El Secreto de la Felicidad
- Los Peligros de la Fe
- El Pan cotidiano
- El Modernismo Religioso
- ¡He perdido la fe!
- El secreto del éxito
- El Culto Católico
- La Maestra Cristiana
- La Piedad Ilustrada
- Epitome de Apologética Escolar